# Sânmihai de Pădure, Mureș
Sânmihai de Pădure este un sat în comuna Beica de Jos din județul Mureș, Transilvania, România.

## Localizare
Se află la 17 km la est de Reghin, 440 m deasupra nivelul mări.

## Imagini

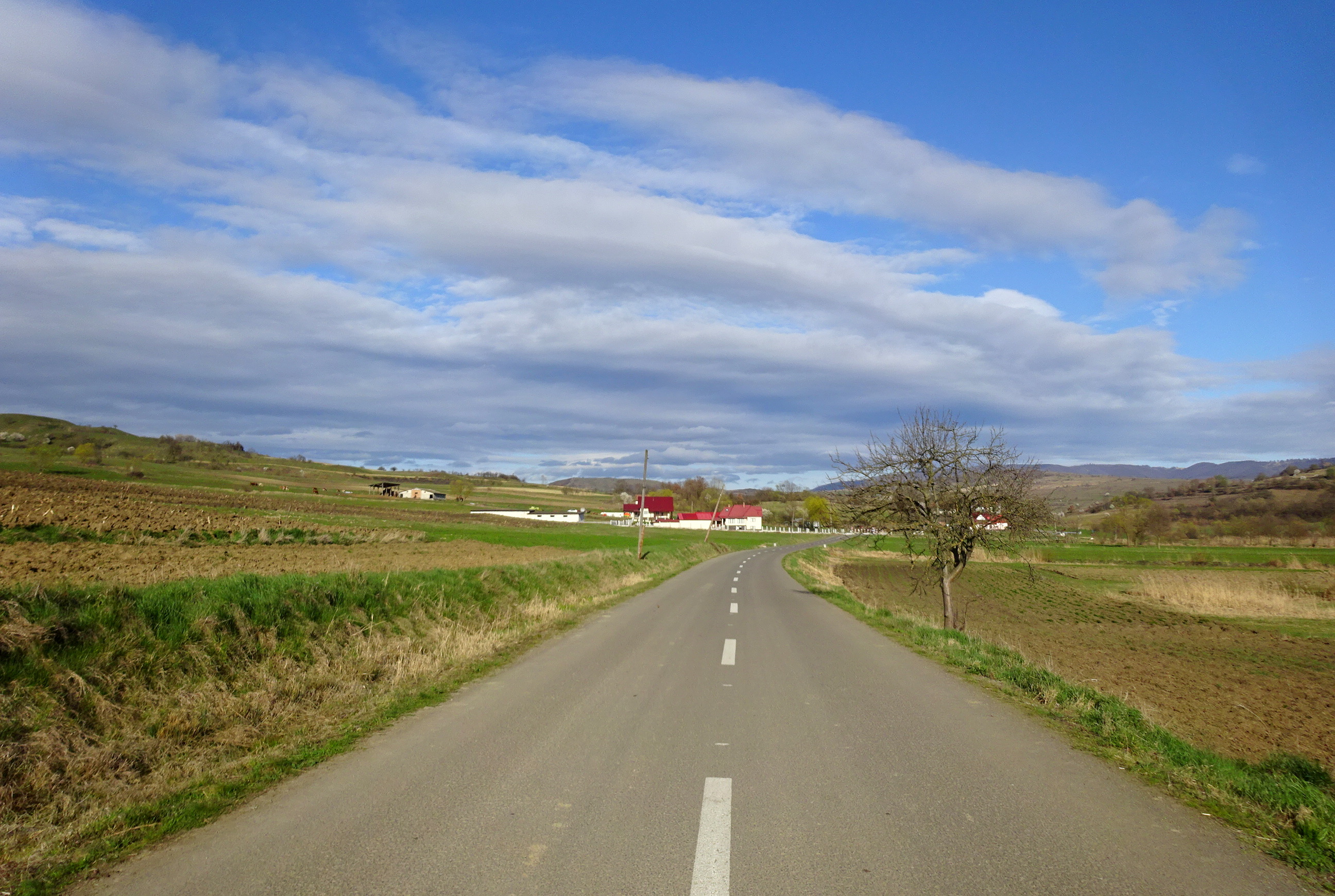
Drumul Căcuciu-Sânmihai de Pădure
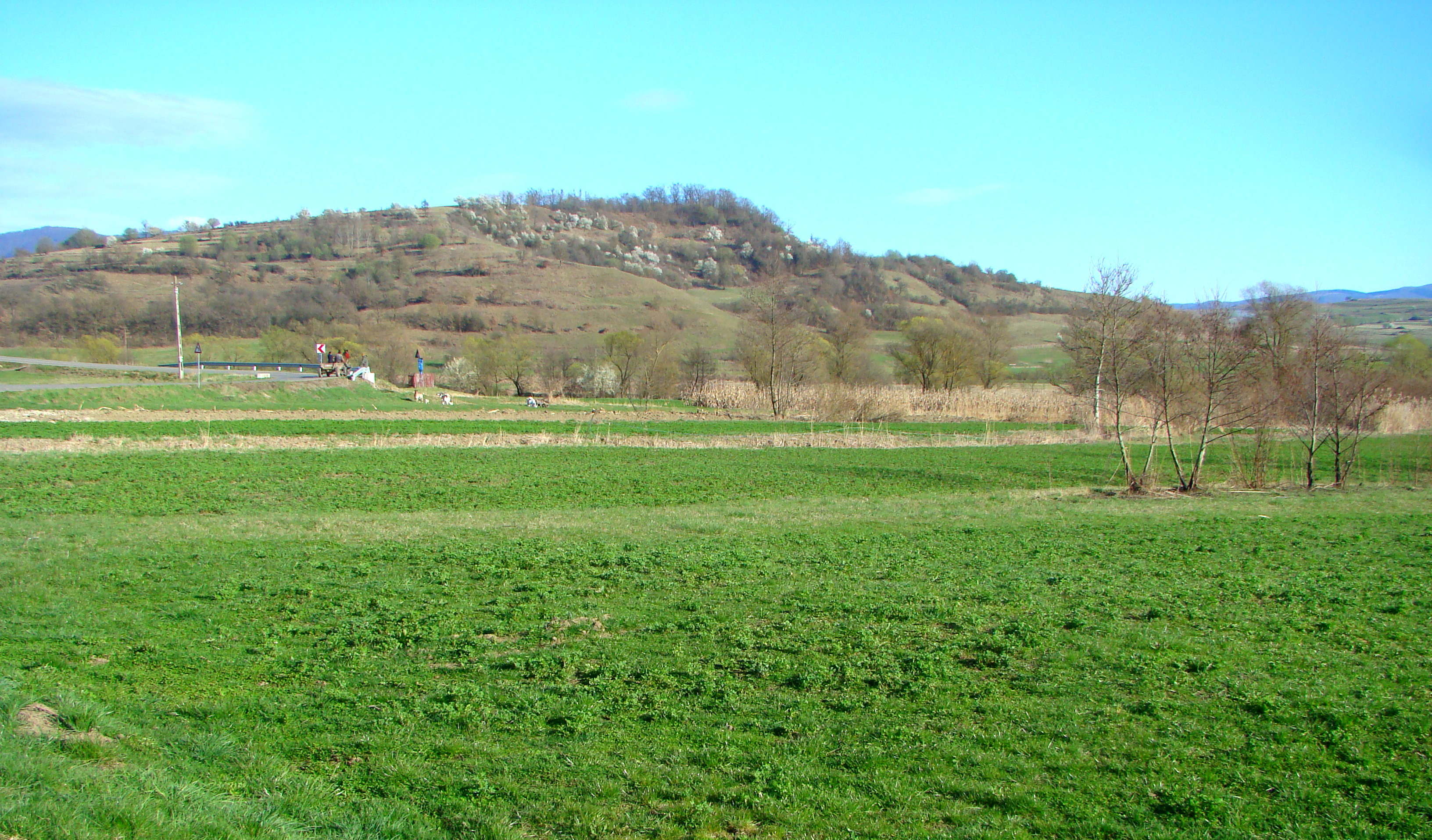
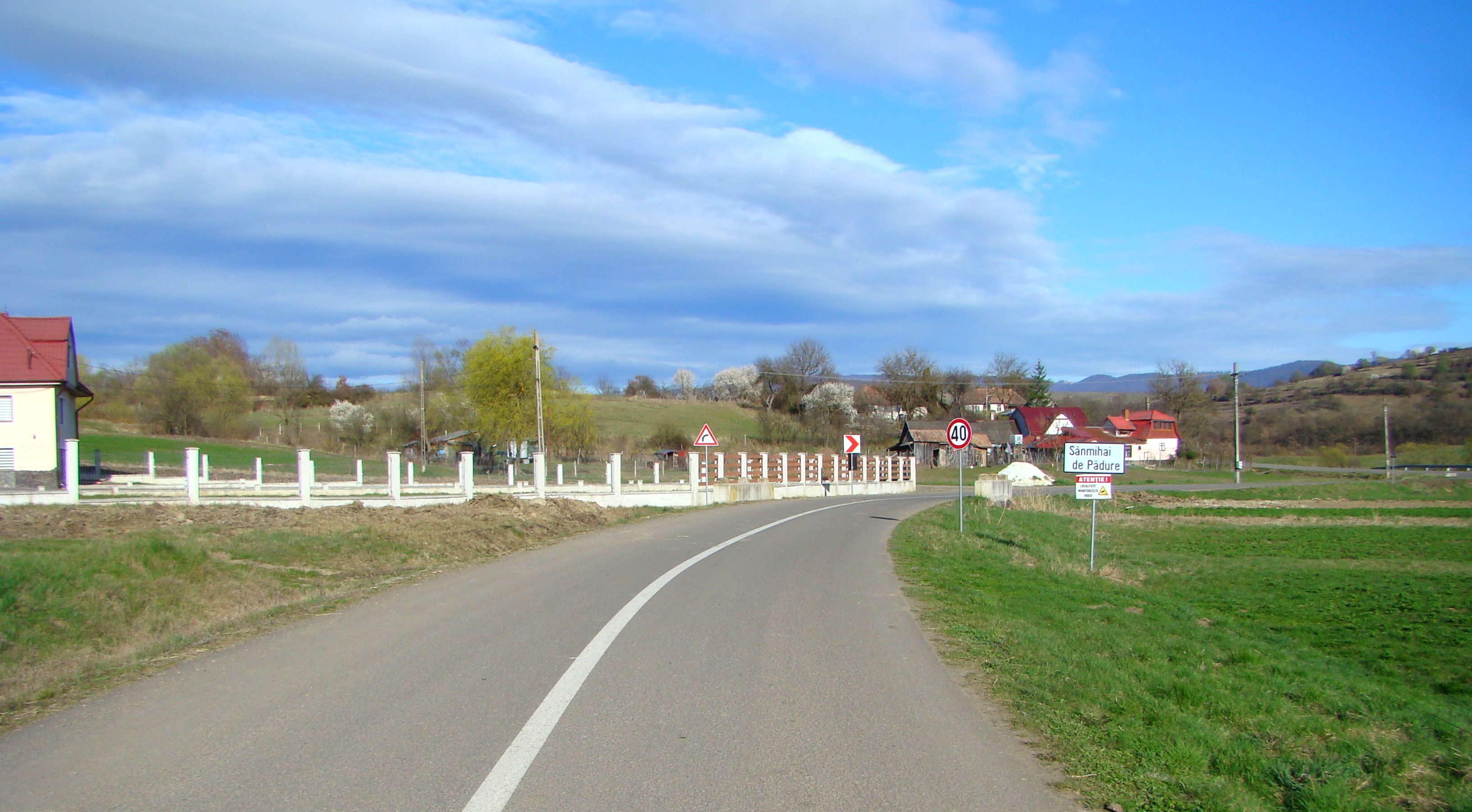
Intrarea în localitate
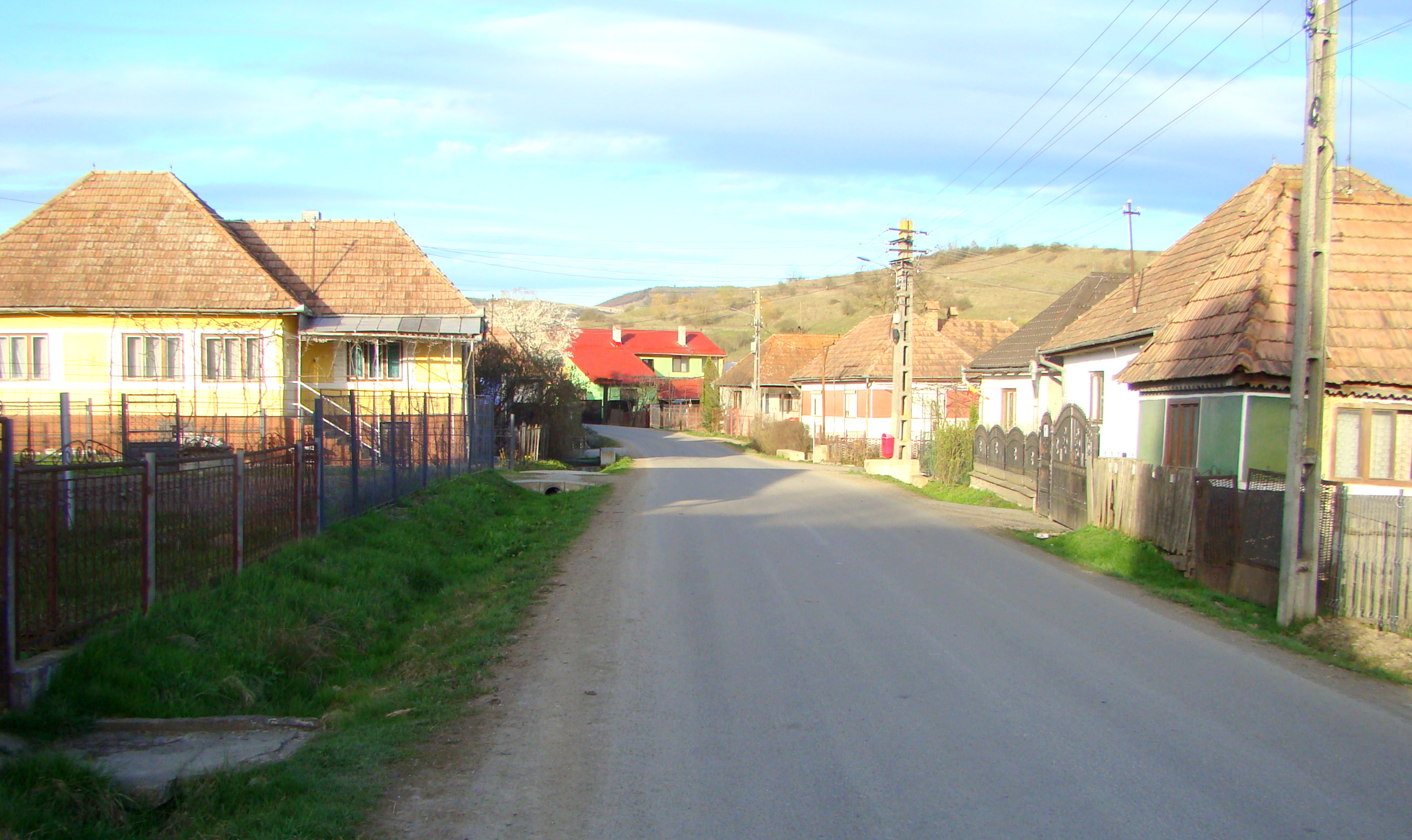
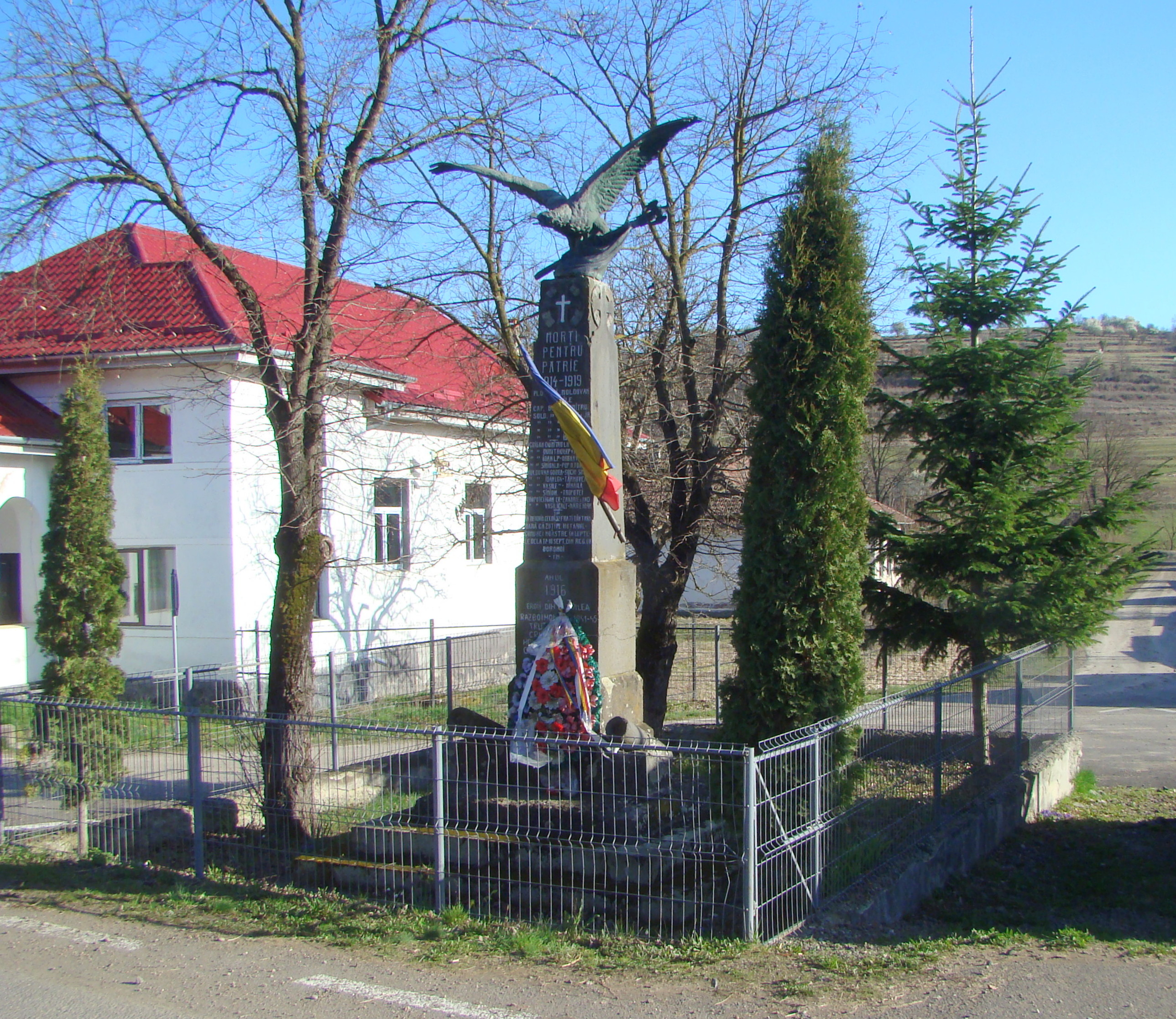
Monumentul eroilor din Sânmihaiul de Pădure
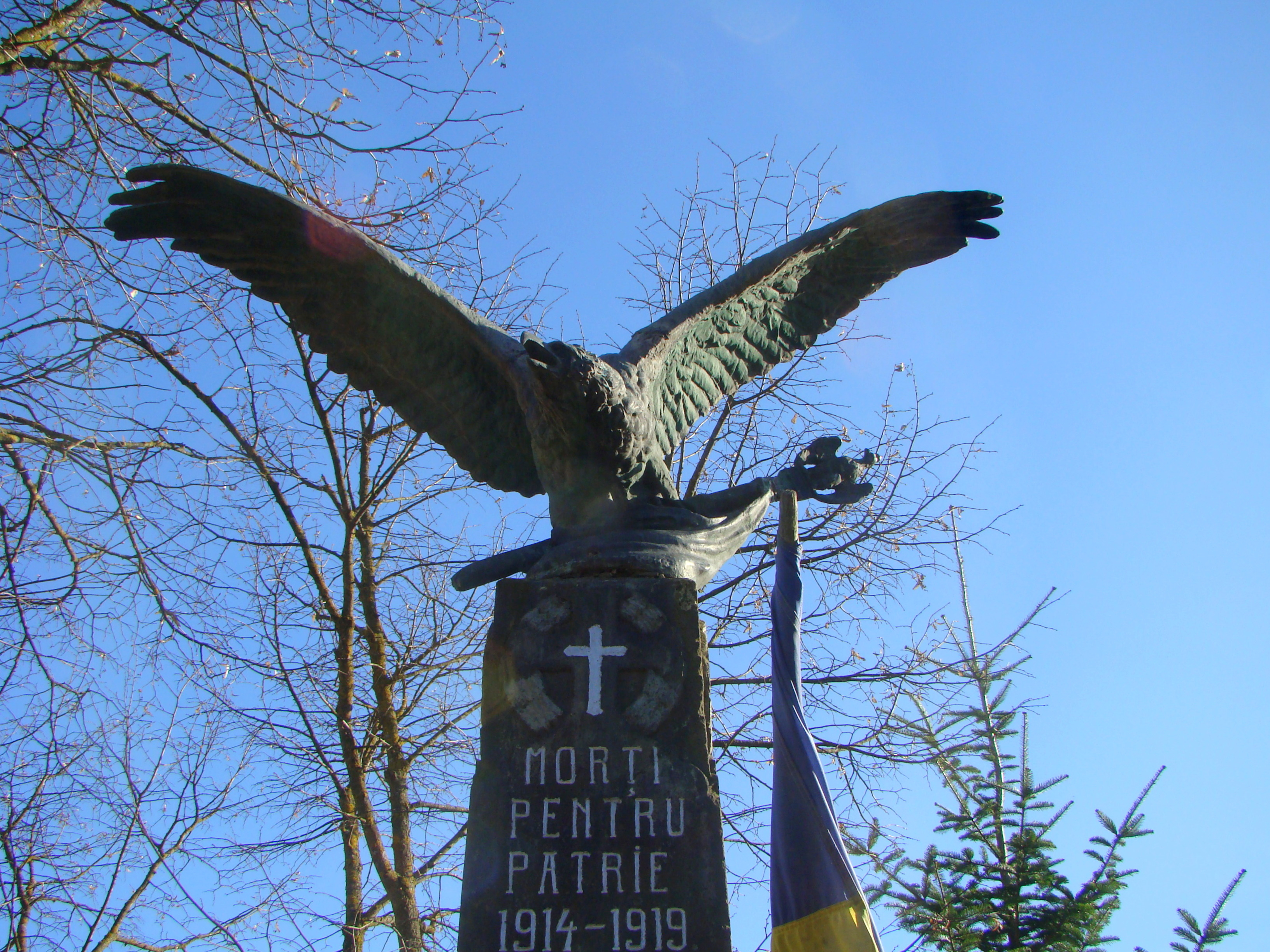
Monumentul eroilor (detaliu)
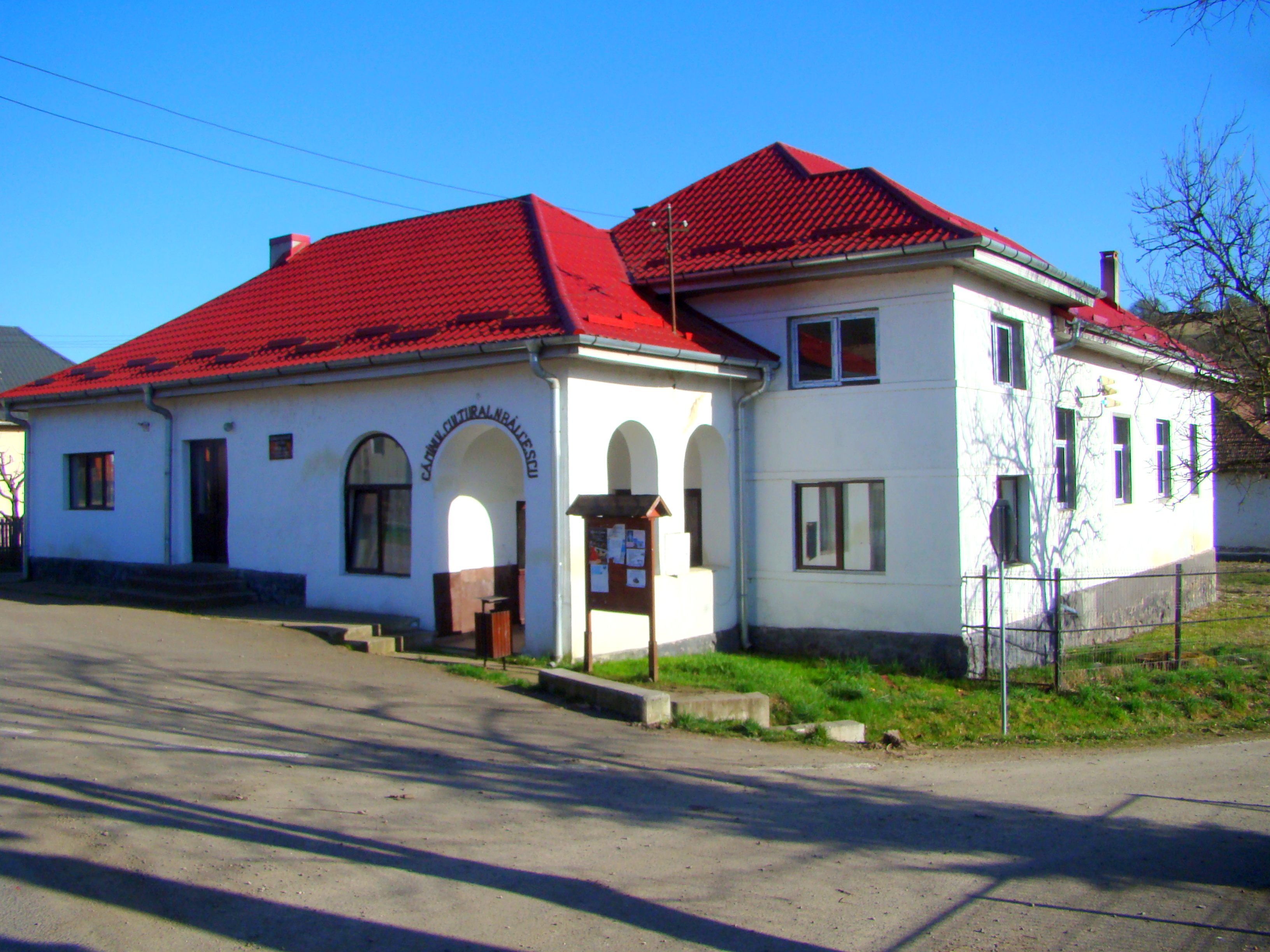
Căminul cultural
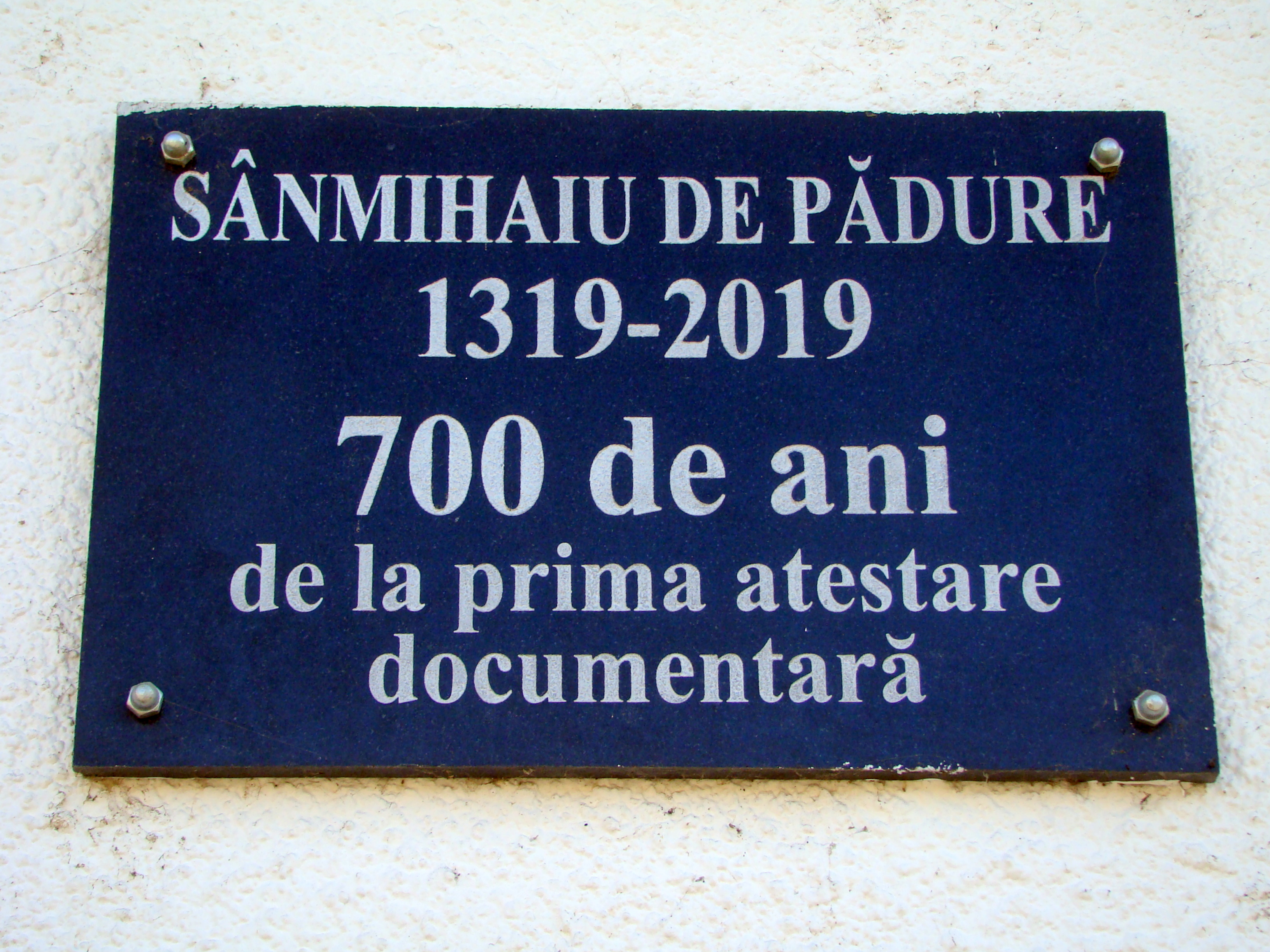
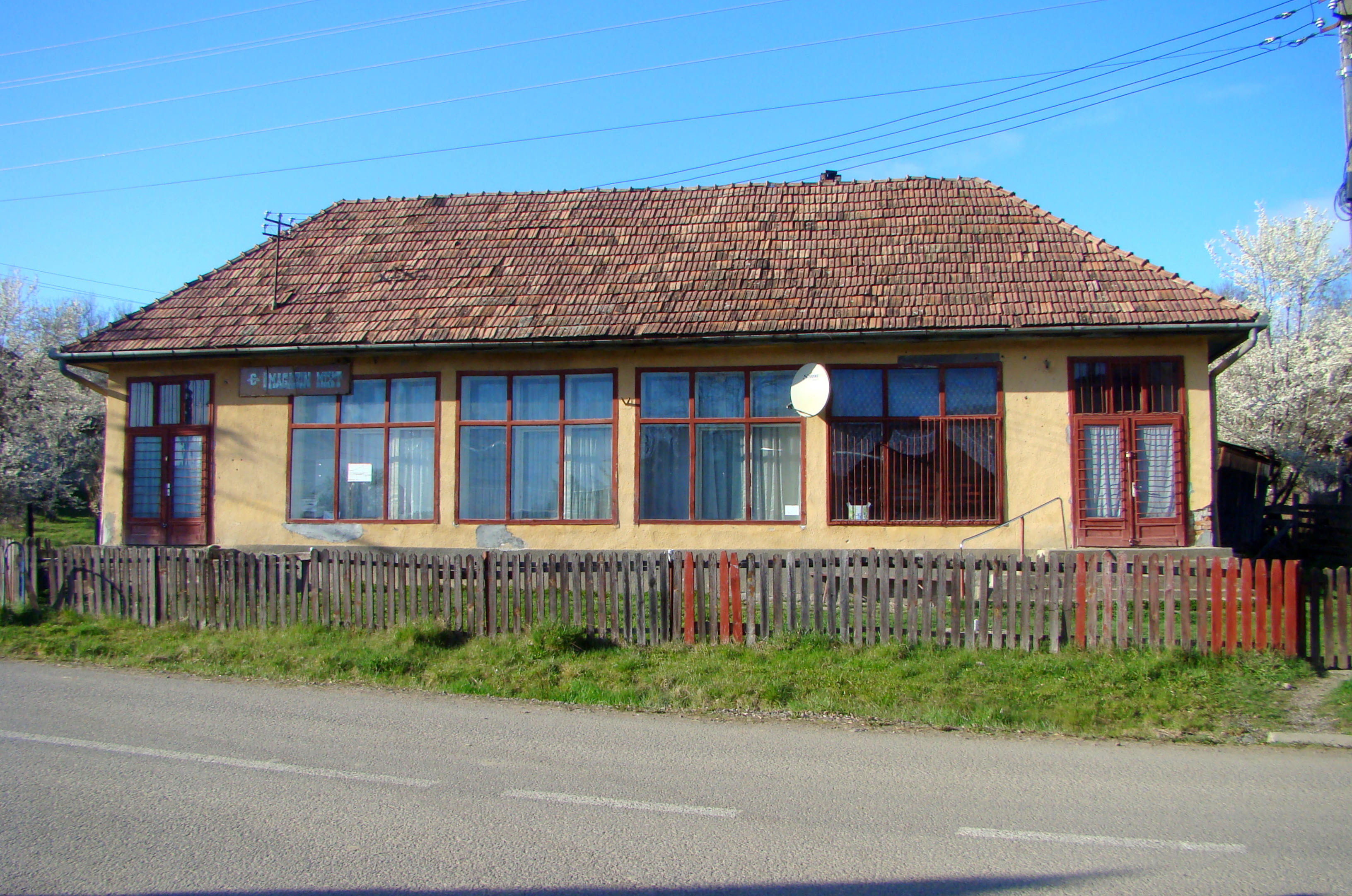
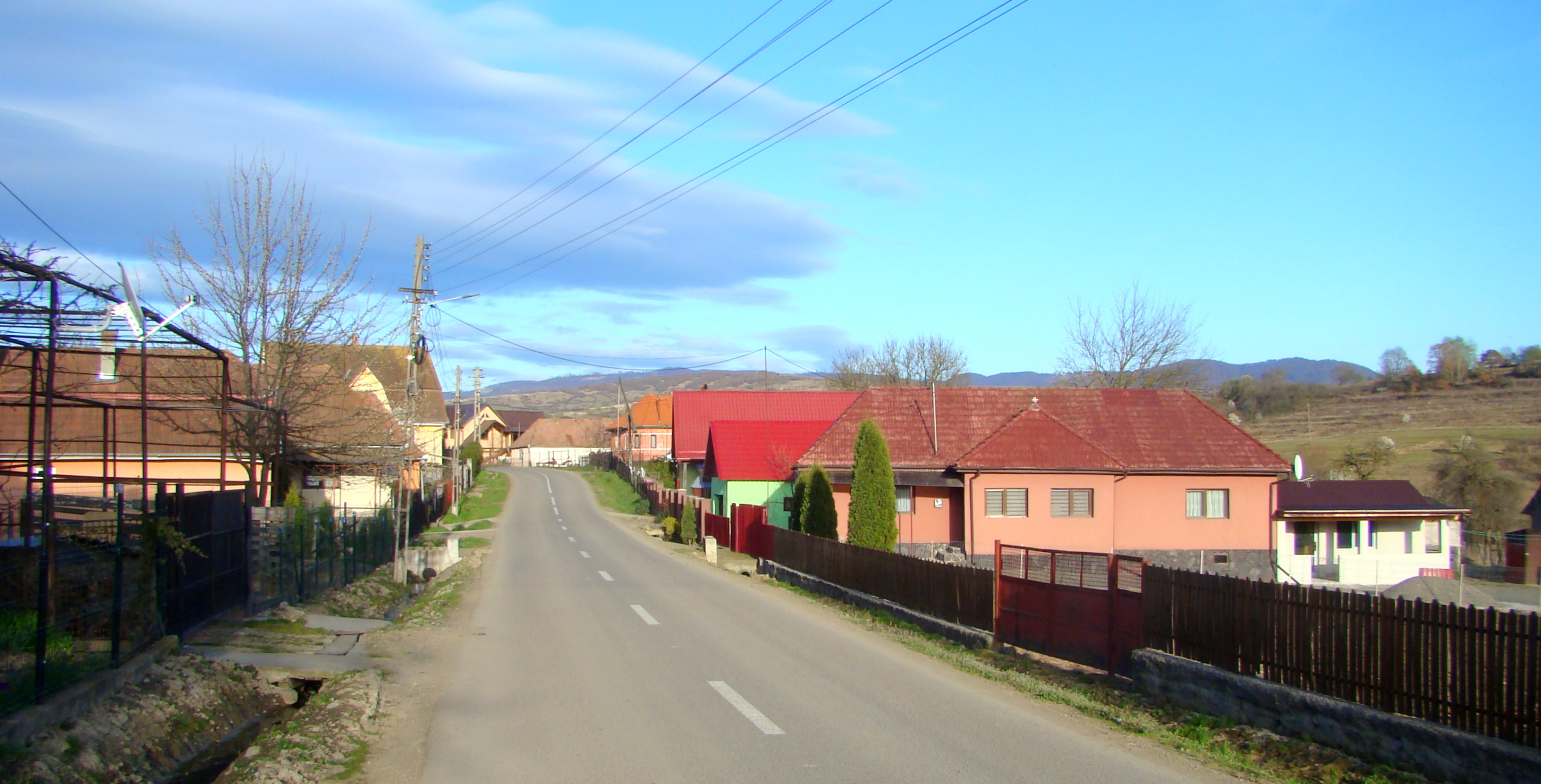
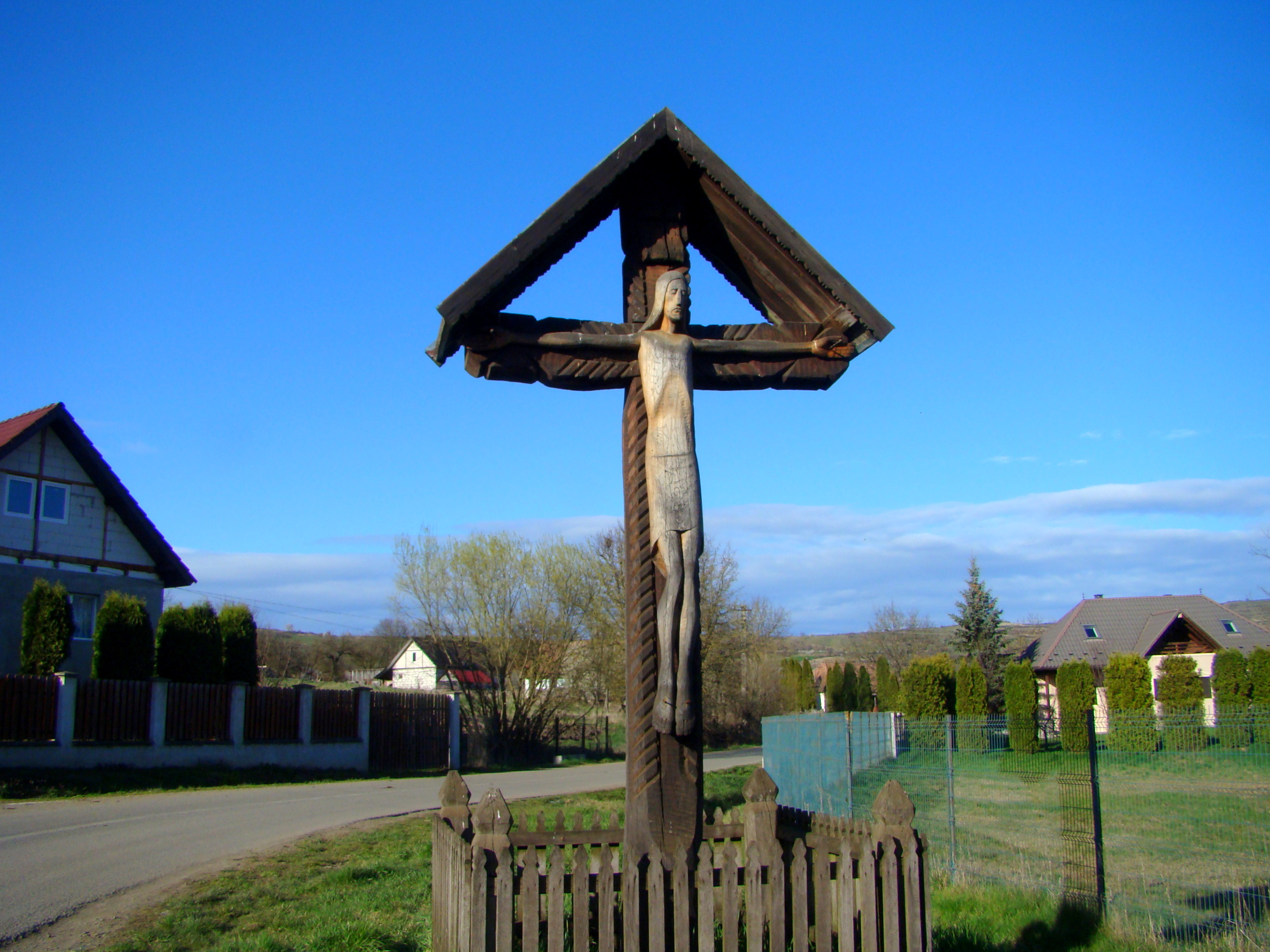
Troița
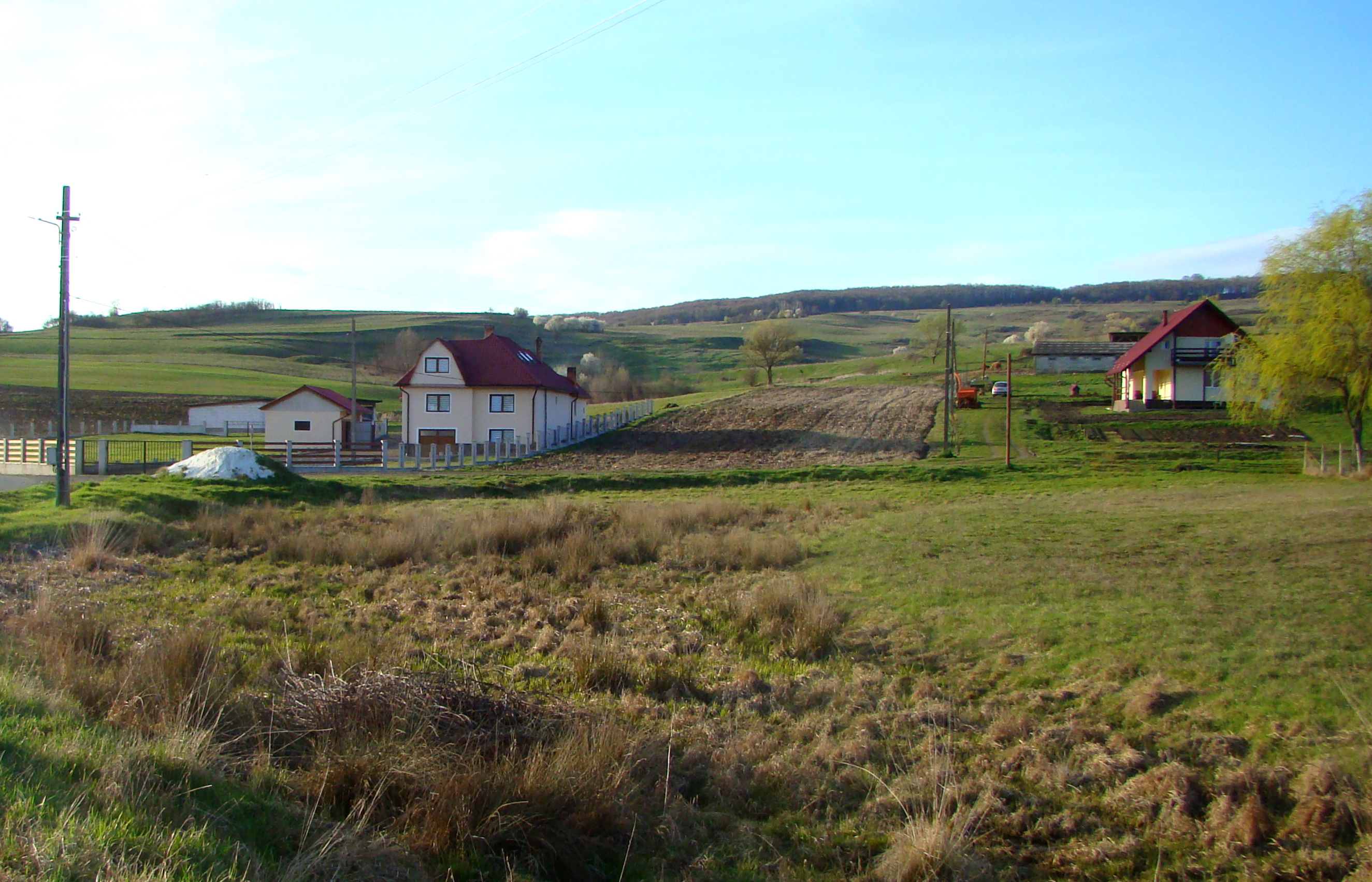
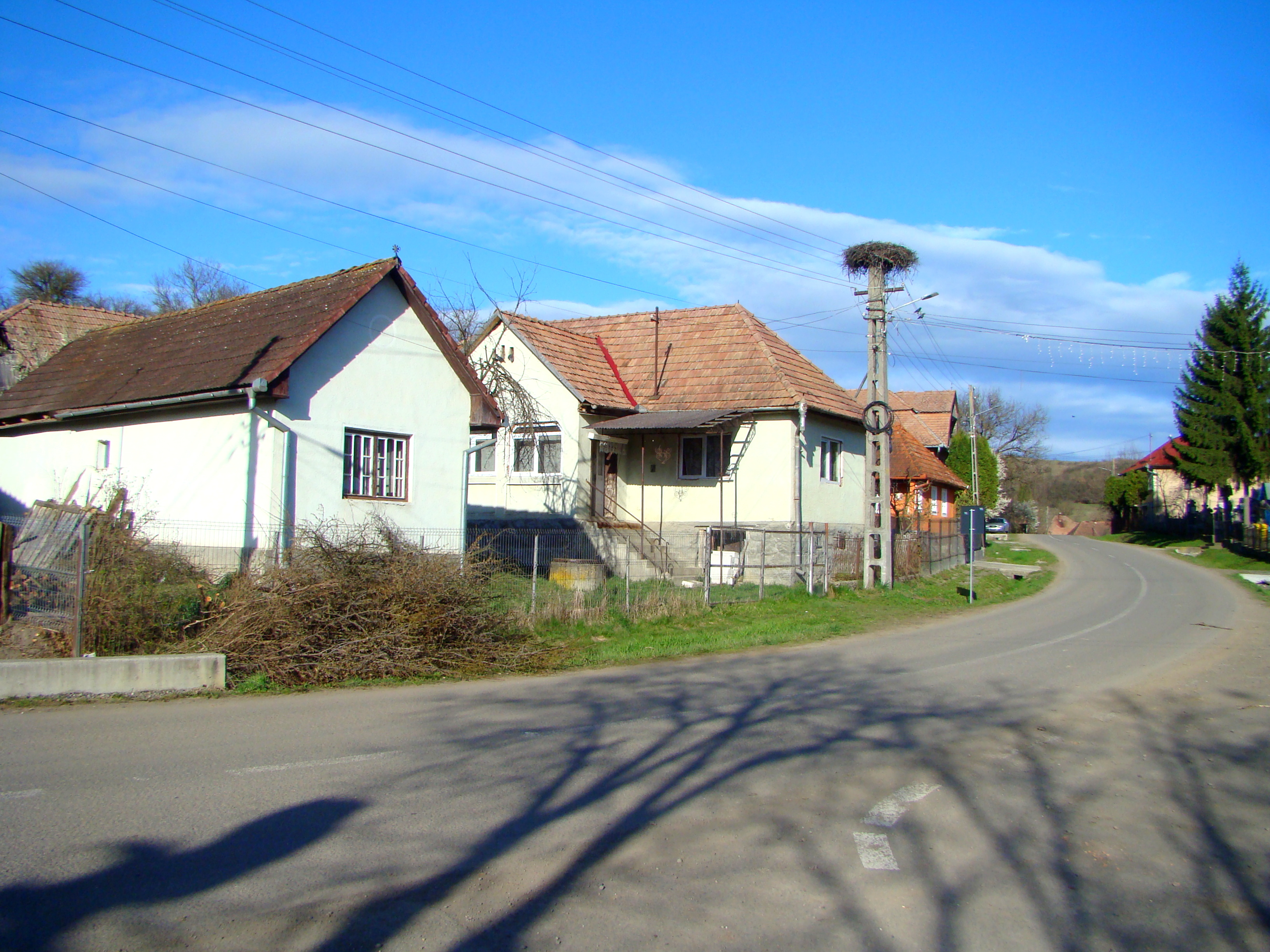
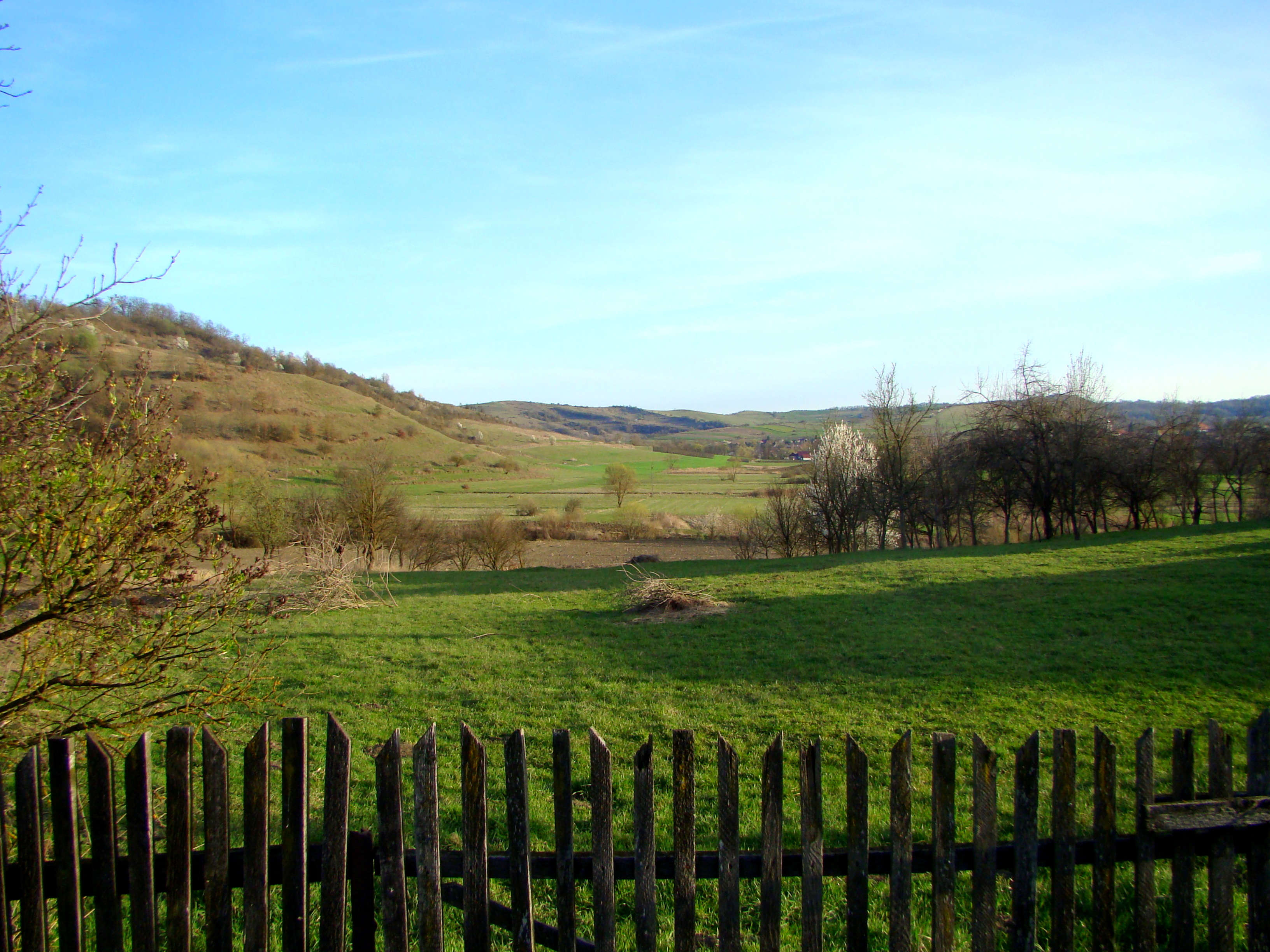
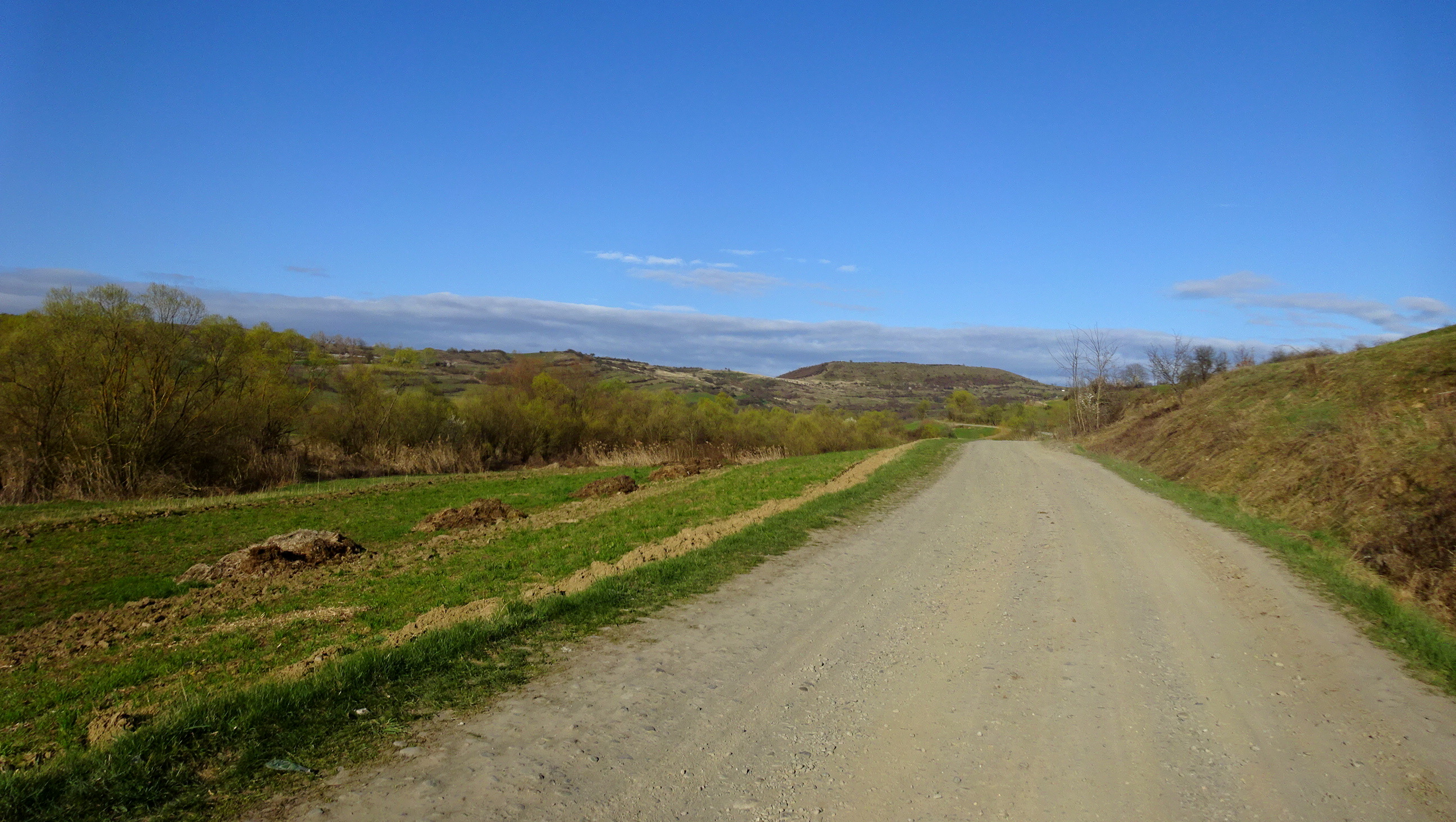
Drumul Sânmihai de Pădure-Comori